# حادثه سقوط اتوبوس حامل دانشجویان شریف
سقوط اتوبوس حامل دانشجویان شریف در تاریخ ۲۶ اسفند ۱۳۷۶ رخ داد که در پی آن دو تن از دانشجویان دانشگاه تهران و پنج نفر از دانشجویان دانشگاه صنعتی شریف که در مسیر بازگشت از بیست و دومین دوره مسابقات ریاضی که در دانشگاه شهید چمران اهواز برگزار شده بود، کشته شدند. علاوه بر این، دو راننده اتوبوس نیز کشته شدند.
مریم میرزاخانی از بازماندگان این حادثه بود.
در این حادثه هفت تن از دانشجوی نخبهٔ ریاضی دانشگاه صنعتی شریف شامل رضا صادقی - برندهٔ مدال طلای المپیاد جهانی -  آرمان بهرامیان، علیرضا سایه‌بان، علی حیدری، فرید کابلی، مجتبی مهرآبادی و مرتضی رضایی دانشجوی دانشگاه تهران که اغلب از برگزیدگان المپیادهای ملی و بین‌المللی ریاضی بودند، جان باختند.
در سال ۱۳۷۹ تندیسِ مکعب چهاربعدی به عنوان یادبود درگذشتگان در دانشکدهٔ ریاضی دانشگاه صنعتی شریف ساخته شده‌است.